# Mario Hoyer
Mario Hoyer (ur. 26 lipca 1965 w Ronneburgu) – niemiecki bobsleista. Brązowy medalista olimpijski z Calgary.
Reprezentował barwy NRD. Zawody w 1988 były jego jedynymi igrzyskami olimpijskimi. Po medal sięgnął w dwójkach. Partnerował mu Bernhard Lehmann.